# Станок-Водиця
Станок-Водиця (біл. вёска Станок-Вадзіца) — село в складі Смолевицького району Мінської області, Білорусь. Село підпорядковане Заболотській сільській раді, розташоване в центральній частині області.